# Trumpetthunbergia
Trumpetthunbergia (Thunbergia erecta) är en art i familjen akantusväxter (Acanthaceae) från Kamerun, tropiska Västafrika och Sydafrika. Vanlig som planterad häckväxt i subtropiska och tropiska områden.
Är en upprätt, städsegrön buske till 2 m hög. Blad glänsande, äggrunda, till 6 cm långa. Blommor ensamma i bladvecken, trumpetlika, till 6 cm långa, blåvioletta med orangegult svalg. Blompipen är gräddvit mot basen.
Artepitetet erecta (lat.) betyder upprätt. Arten är en upprätt buske till skillnad från många andra arter i släktet som är klätterväxter.

## Sorter
- 'Alba ('Albiflora') - har vita blommor med gult svalg.
- 'Blue Moon' ('Granada Purple') - har mer purpurvioletta blommor än vanligt för arten. Uppdragen av John Criswick.
- 'Fairy Moon' - har lavendelblå blommor med vit kant.

## Odling
Arten kan odlas i krukor i vanlig standardjord men ogillar värme och mår ofta inte bra inomhus. Bör placeras så ljust som möjligt, men kan behöva skydd mot den starkaste solen. Föredrar jämn vattning, men kan torka ut lätt mellan vattningarna. Ge näring varje vecka under vår till höst. Övervintras svalt och torrare, 10-15°C, tål tillfälligt 2°C, men fäller då många blad. Förökas med frö eller sticklingar. Bör beskäras för att hålla formen.

## Synonymer
- Meyenia erecta Bentham, 1849